# Sandro Raniere
Sandro Raniere Guimarães Cordeiro (Riachinho, Minas Gerais, Brasil, 15 de marzo de 1989), más conocido simplemente como Sandro, es un futbolista brasileño que juega como centrocampista para el Harborough Town F.C.

## Carrera
Firmó su primer contrato profesional para el Internacional y comenzó su carrera de alto nivel en 2007 a los 18 años de edad. Se le ha descrito como un centrocampista defensivo que consigue avanzar.
Sandro fue uno de los principales jugadores del Inter en ganar la Copa Libertadores 2010. Sandro firmó por el Tottenham durante la mayor parte de la competencia, pero no afectó a su rendimiento negativo: por el contrario, dijo que "vive con gran intensidad, ya que cada juego podría ser el último". Con esto en mente, trabajó duro para mantenerse en Internacional el mayor tiempo posible con el fin de ayudar al equipo a alcanzar la final. Después de ganar el trofeo superior de América del Sur, voló a Inglaterra la semana siguiente.

### Tottenham Hotspur
En agosto de 2009, el Tottenham Hotspur informó haber tenido una oferta de £ 14 millones rechazada por el jugador. Sin embargo, el 20 de octubre de 2009, Spurs y Internacional acordaron una afiliación de los dos clubes, lo que garantiza que el Tottenham tiene primera opción en todos los jugadores de la academia del equipo brasileño. Tras este acuerdo, había rumores de una oferta pendiente cerca de concluir de la ventana de transferencia del Premier League 2009/10 de enero. Seis días más tarde, el entrenador del Tottenham, Harry Redknapp confirmó que estaba interesado en Sandro por una tarifa rumoreada de unos 8 millones de libras.

### Retirada
El 4 de septiembre de 2023, Sandro anunció su retiro del fútbol profesional.

### Harborough Town
El 5 de noviembre de 2024, Harborough Town de la Southern League Premier Central anunció que Sandro había firmado un contrato con el club.

## Clubes
| Club                       | País       | Año       | Partidos | Goles | Promedio |
| -------------------------- | ---------- | --------- | -------- | ----- | -------- |
| S. C. Internacional        | Brasil     | 2008-2010 | 65       | 3     | 0,04     |
| Tottenham Hotspur F. C.    | Inglaterra | 2010-2014 | 106      | 3     | 0,02     |
| Queens Park Rangers F. C.  | Inglaterra | 2014-2016 | 36       | 4     | 0,11     |
| West Bromwich Albion F. C. | Inglaterra | 2016-2017 | 13       | 0     | 0        |
| Antalyaspor                | Turquía    | 2017-2018 | 16       | 0     | 0        |
| Benevento Calcio           | Italia     | 2018      | 14       | 1     | 0,07     |
| Genoa C. F. C.             | Italia     | 2018-2019 | 14       | 0     | 0        |
| Udinese Calcio             | Italia     | 2019      | 12       | 0     | 0        |
| Goiás E. C.                | Brasil     | 2020      | 11       | 0     | 0        |
| Belenenses SAD             | Portugal   | 2021-2022 |          |       |          |
| Total                      | Total      | Total     | 287      | 11    | 0,03     |